# Ostseerat
Der Ostseerat (englisch Council of the Baltic Sea States, CBSS) ist eine am 6. März 1992 in Kopenhagen (Dänemark) gegründete Internationale Organisation mit dem Ziel der wirtschaftlichen, politischen, kulturellen und umweltpolitischen Kooperation der Anrainerstaaten der Ostsee sowie Norwegens und Islands. Als Initiatoren gelten die damaligen Außenminister Deutschlands Hans-Dietrich Genscher und Dänemarks Uffe Ellemann-Jensen. Der Rat unterhält ein internationales Sekretariat in Nyborg, (Dänemark).

## Geschichte und Aufgaben
Der Ostseerat wurde 1992 aufgrund einer Initiative von Dänemark und Deutschland gegründet. Der Anlass war die Wandlung des Wirtschaftsraums Ostsee seit dem Ende des Ost-West-Konfliktes. Nach mehreren Dekaden wirtschaftlicher und gesellschaftlicher Abschottung von anderen Staaten erhielten die Ostseeanrainer damit die Möglichkeit zur gemeinsamen Kooperation und zum Austausch – sowohl auf wirtschaftlicher als auch auf kultureller Ebene.
Der Ostseerat will dem Wohl der gesamten Region dienen, indem alle Potentiale von Synergieeffekten zwischen den Staaten genutzt werden. Neben der wirtschaftlichen und politischen Kooperation hat der Ostseerat auch Ziele im umweltpolitischen Bereich vor Augen, die Verkehrsinfrastruktur soll durch Zusammenarbeit verbessert werden und gemeinsame Kampagnen sollen den Tourismus in der Region fördern. Da die jeweilige EU-Präsidentschaft und die Europäische Kommission an den Treffen des Rates teilnimmt, können auch die Beziehungen Russlands zu EU-Mitgliedstaaten gestärkt und verbessert werden. Mit der Gründung des Ostseerates war, so die damalige Hoffnung, ein wichtiger Beitrag für die Europapolitik des künftigen 21. Jahrhunderts geleistet worden, denn von nun an sollten viele der ehemaligen Sowjetstaaten nicht mehr zum „Feindbild“ des Westens gehören, sondern mit der EU eine freundschaftliche und tiefgehende Zusammenarbeit anfangen. In der Erklärung von Kopenhagen wurden diese gemeinsamen Ziele am 5. März 1992 verabschiedet.
Im Jahr 2014 einigte sich der Ostseerat auf drei neue Langzeitprioritäten:
- Schaffung einer regionalen Identität
- Förderung einer Region der Nachhaltigkeit und des Wohlstands
- Förderung der Sicherheit in der Region

Nach dem russischen Überfall auf die Ukraine 2022 trat eine gemeinsame Identität als demokratische Ostseeanrainerstaaten in den Vordergrund, verbunden mit dem gemeinsamen Willen, „sich russischen Aggressionen entgegenzustellen“.

## Mitglieder
- Dänemark
- Deutschland
- Estland
- Finnland
- Island
- Lettland
- Litauen
- Norwegen
- Polen
- Schweden
- Europäische Union

Die Mitgliedschaft Russlands wurde im März 2022 aufgrund des russischen Überfalls auf die Ukraine suspendiert; später trat Russland aus.
Die Mitgliedschaft Norwegens, insbesondere aber Islands, mag auf den ersten Blick verwundern, da es sich hier nicht um Anrainerstaaten der Ostsee handelt. Dabei darf jedoch nicht vergessen werden, dass die nordischen Länder bereits seit Jahrzehnten aufs Engste miteinander verbunden sind. So sind Norwegen und Island neben Dänemark, Finnland und Schweden Mitglieder des Nordischen Rates und der Nordischen Passunion. Diese enge Verbundenheit kann man als Grund dafür betrachten, dass die beiden Nicht-Ostseeanrainer ebenfalls Mitglieder im Ostseerat sind. Als weiterer Grund für die Mitgliedschaft Norwegens und Islands werden in der Literatur die gemeinsamen Engagements aller nordischen Staaten im Barentsrat und im Arktischen Rat genannt, es wird somit auf eine Art „solidarische Unterstützung“ innerhalb der jeweiligen Räte verwiesen.
Beobachterstatus genießen
- Frankreich
- Italien
- Niederlande
- Rumänien
- Slowakei
- Spanien
- Ukraine
- Ungarn[6]
- Vereinigtes Königreich
- Vereinigte Staaten

Dazu bestehen strategische Partnerschaften mit einer Reihe von Organisationen, darunter HELCOM und die IOM.

## Liste der Generaldirektoren des Ostseerates
- 1998–2002 Jacek Starościak
- 2002–2005 Hannu Halinen
- 2005–2010 Gabriele Kötschau
- 2010–2016 Jan Lundin
- 2016–2020 Maira Mora
- 2020–2024 Grzegorz Marek Poznański
- seit 2024 Gustav Lindström

## Organisation
Der Ostseerat besteht aus den Außenministern der Mitgliedsstaaten sowie einem Repräsentanten der Europäischen Union. Angedacht ist, dass jedes zweite Jahr die Außenminister und jedes andere, zweite Jahr die Regierungschefs tagen.
Ein Ausschuss Hoher Beamter (Committee of Senior Officials – CSO), Vertreter aus den jeweiligen Außenministerien, begleitet die Arbeit des Ostseerates. Den Vorsitz dieses Ausschusses übernimmt das Land, welches die Präsidentschaft innehat, und organisiert die monatlichen Treffen, die richtungsweisend für die tägliche Arbeit des Sekretariates sind.
Ähnlich wie der Rat der EU wird auch der Ostseerat von einer Präsidentschaft geleitet. Die Präsidentschaft rotiert jährlich zwischen den Mitgliedsstaaten und beginnt jeweils am 1. Juli des Jahres.
| - 1992–1993 Finnland - 1993–1994 Estland - 1994–1995 Polen - 1995–1996 Schweden - 1996–1997 Lettland - 1997–1998 Dänemark - 1998–1999 Litauen - 1999–2000 Norwegen - 2000–2001 Deutschland - 2001–2002 Russland - 2002–2003 Finnland - 2003–2004 Estland - 2004–2005 Polen - 2005–2006 Island - 2006–2007 Schweden - 2007–2008 Lettland | - 2008–2009 Dänemark - 2009–2010 Litauen - 2010–2011 Norwegen - 2011–2012 Deutschland - 2012–2013 Russland - 2013–2014 Finnland - 2014–2015 Estland - 2015–2016 Polen - 2016–2017 Island - 2017–2018 Schweden - 2018–2019 Lettland - 2019–2020 Dänemark - 2020–2021 Litauen - 2021–2022 Norwegen - 2022–2023 Deutschland - 2023–2024 Finnland - 2024–2025 Estland |